# Rivière Pivard
Pour les articles homonymes, voir Pivard.
La rivière Pivard coule dans les municipalités de Saint-Bruno-de-Kamouraska, Saint-Pascal et Sainte-Hélène-de-Kamouraska, dans la municipalité régionale de comté (MRC) de Kamouraska, dans la région administrative du Bas-Saint-Laurent, au Québec, au Canada.
La rivière Pivard est un affluent de la rive gauche de la rivière du Loup laquelle coule vers le nord pour se déverser sur la rive sud de l'estuaire maritime du Saint-Laurent à la hauteur de la ville de Rivière-du-Loup, dans la municipalité régionale de comté (MRC) de Rivière-du-Loup.

## Géographie
La rivière Pivard prend sa source d'un marais, dans les monts Notre-Dame, dans la municipalité de Saint-Bruno-de-Kamouraska.
À partir de sa source, la rivière Pivard coule sur environ 12 km surtout en zone forestière dans son cours supérieur, répartis selon les segments suivants :
- vers le nord-ouest dans Saint-Bruno-de-Kamouraska longeant le chemin du rang Sainte-Barbe jusqu'à la limite de Saint-Pascal ;
- vers le nord-est dans Saint-Pascal, jusqu'à la route à Moreau, jusqu'à la limite de Sainte-Hélène-de-Kamouraska, jusqu'à la route de l'Église-Sud dans Sainte-Hélène-de-Kamouraska, jusqu'à la route Ennis, jusqu'à sa confluence avec la rivière du Loup en amont du pont du village de Saint-Joseph-de-Kamouraska.

## Toponymie
Le terme « Pivard » constitue un patronyme de famille d'origine française.
Le toponyme « rivière Pivard » a été officialisé le 29 juin 1983 à la Commission de toponymie du Québec.